# سکوندو ریکی
سکوندو ریکی (به ایتالیایی: Secondo Ricci) بازیکن فوتبال و اهل ایتالیا است که از سال ۱۹۴۰ میلادی عضو تیم ملی فوتبال ایتالیا بوده و در ۱ بازی ملی حضور داشته‌است. او در بازی‌های ملی‌اش گلی به ثمر نرساند.
سکوندو ریکی آخرین بازی ملی خود را در سال ۱۹۴۰ میلادی انجام داد.